# 辻清明
辻清明（日语：辻 清明/つじ きよあき，1913年4月5日—1991年7月30日），是日本的政治学者、行政学者，东京大学的名誉教授。

## 著作
- 《社会集团的政治机能》
- 《日本官僚制研究》[3]
- 《日本地方自治》
- 《行政学概论》